# Le Livreur de Noël
Pour plus de détails, voir Fiche technique et Distribution.
Le Livreur de Noël est un téléfilm de Noël franco-belge réalisé par Cécilia Rouaud d'après un scénario de Jordan Nourry et Quentin Sorbier, et diffusé pour la première fois en Belgique le 22 décembre 2024 sur La Une et en France le 25 décembre 2024 sur France 2.
Cette comédie romantique est une coproduction d'Authentic Prod, de France Télévisions, de Fontana et de la RTBF.

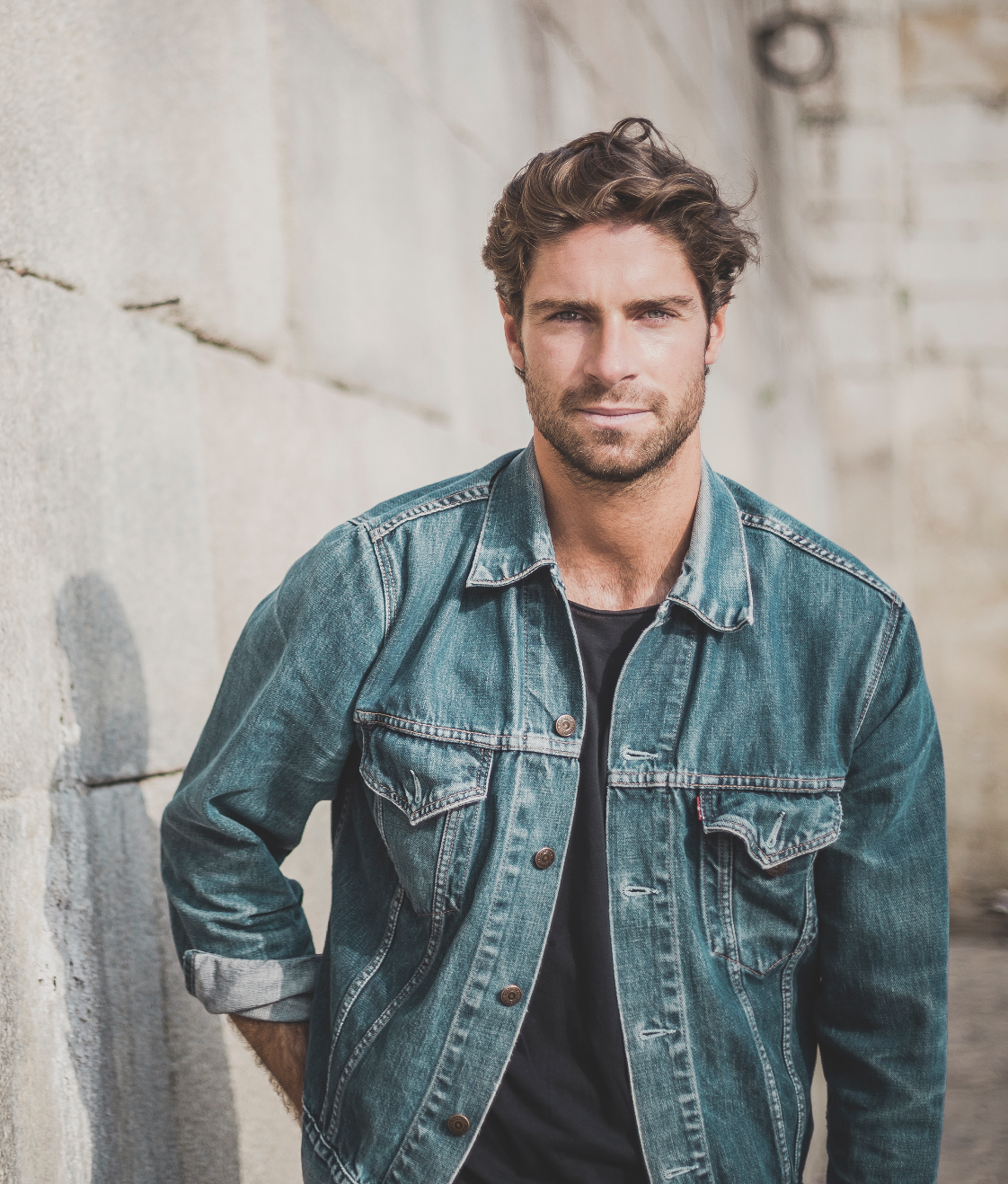
Tom Leeb.

## Synopsis
Julien s'est engagé à garder sa fille Alice et son fils Théo durant le réveillon de Noël, afin de permettre à son ex-femme Mélanie d'aller au restaurant avec son nouveau compagnon Samuel.
Mais son patron, le boss de la société de livraison de colis H24, le réquisitionne à la dernière minute pour faire la tournée de distribution des colis de Noël. Contraint et forcé, Julien s'arrange avec sa voisine Olga Vasilenko, une dame qui inquiète fortement le petit Théo, qui voit en elle une sorcière, une peur dont Alice joue.

## Fiche technique
Sauf indication contraire, les informations mentionnées dans cette section peuvent être confirmées par la base de données cinématographiques Allociné,  présente dans la section « Liens externes ».
- Titre français : Le Livreur de Noël
- Réalisation : Cécilia Rouaud[1],[2],[3],[4]
- Scénario : Jordan Nourry et Quentin Sorbier[1],[5],[2],[4],[3]
- Musique : Fabrice Aboulker et Pascal Stive[6]
- Décors : Sébastien Gondek
- Costumes : Sonia Philouze
- Maquillage : Émilie Vuez
- Photographie : Pierre Dejon[2]
- Son : Claire Ladenburger[2]
- Montage : Claire Fieschi
- Production : Aline Panel[2]
- Sociétés de production : Authentic Prod, France Télévisions, Fontana et la RTBF[7],[1],[2]
- Pays de production :  France /  Belgique
- Langue originale : français
- Format : couleur
- Genre : Téléfilm de Noël, comédie romantique[3]
- Durée : 90 minutes[7],[5]
- Dates de première diffusion : 
  - Belgique : 22 décembre 2024 sur La Une[8],[9]
  - France : 25 décembre 2024 sur France 2[3],[10],[11]

## Distribution
- Tom Leeb : Julien
- Romane Libert : Alice, la fille de Julien
- Ruben Da Silva : Théo, le fils de Julien
- Arielle Dombasle : Olga Vasilenko, la voisine de Julien
- Laetitia Vercken : Mélanie, l'ex de Julien
- Amaury de Crayencour : Samuel, l'ami de Mélanie
- Alicia Hava : Sarah, l'employée du SAV
- Bertrand Goncalves : Sergio, le Père Noël cambrioleur
- Marie Schoenbock : Audrey, la policière sympa
- Nicolas Martinez : Duverne, le patron de Julien
- Kévin Ringenbach : le lutin
- Laurent Bannwarth : le compagnon du lutin

## Production

### Genèse et développement
Cette comédie romantique est une coproduction d'Authentic Prod, de France Télévisions, de Fontana et de la RTBF, réalisée pour France 2 avec la participation de la Radio télévision suisse (RTS) et avec le soutien de la région Grand Est et de l'Agence d'attractivité Mulhouse Alsace Agglomération, dans le cadre du réseau Plato,.
Le scénario est de la main de Jordan Nourry et Quentin Sorbier, et la réalisation est assurée par Cécilia Rouaud,,,.
Initialement, le film s'intitulait #Mon Livreur de Noël.
La production est assurée par Aline Panel pour Authentic Prod.

### Attribution des rôles
Les rôles principaux sont dévolus à Tom Leeb et Arielle Dombasle.
À Ouest-France qui lui demande ce qui l'a touché dans son personnage, Tom Leeb répond : « Sous certains aspects, il me ressemble. Le fait de se placer comme ça au second plan, d'avoir du mal à dire non dans des situations qui ne l'arrangent pas du tout. Je suis un peu comme ça […] J'ai eu de l'empathie pour lui. Et puis cela fait du bien, aussi, parfois, de jouer des gentils. ».
L'acteur, qui avoue aimer les films de Noël, ne tarit pas d'éloges pour sa partenaire de jeu : « Arielle… Elle était tellement crédible, investie. On lui demande de jouer un personnage presque désincarné, une sorte de sorcière : pas de problème, elle vend sans aucun souci ! C'est la qualité de cette grande actrice. ».

### Tournage
Le tournage se déroule du 30 novembre au 29 décembre 2023 à Mulhouse en Alsace, entre autres au marché de Noël de Mulhouse, dans le département français du Haut-Rhin en région Grand Est,,,.

## Accueil

### Diffusions et audience
En Belgique, le téléfilm, diffusé le 22 décembre 2024 sur La Une, est regardé par 113 232 téléspectateurs et se classe deuxième en termes d'audience : l'audience consolidée à J+31 monte à 152 770 téléspectateurs.
En France, diffusé le 25 décembre 2024 sur France 2, il est regardé par 1 882 000 téléspectateurs et se classe troisième en termes d'audience.